# محافظة با ريا فنغ تاو
محافظة با ريا فنغ تاو  ( بالفيتنامية : Bà Rịa - Vũng Tàu ) هي إحدى محافظات فيتنام، وتقع تقع على بعد نحو 100 كيلومتر جنوب شرق مدينة هو تشي منه، وتُطل على بحر الصين الجنوبي.

## السياحة
تُعد محافظة با ريا–فونغ تاو إحدى أبرز الوجهات السياحية في جنوب فيتنام، حيث تجمع بين الشواطئ الرملية الممتدة، والمواقع التاريخية، والمعالم الثقافية.
أشهر مدنها السياحية هي فونغ تاو، المعروفة بشواطئها مثل باك ديب وفرونت بيتش، كما تشتهر المنطقة بالمنتجعات البحرية، والينابيع الحارة، والمأكولات البحرية الطازجة، وتضم المحافظة أيضًا أرخبيل جزر كون داو، الذي يُعد محمية طبيعية غنية بالحياة البحرية، وموقعًا تاريخيًا بارزًا.

## معرض صور

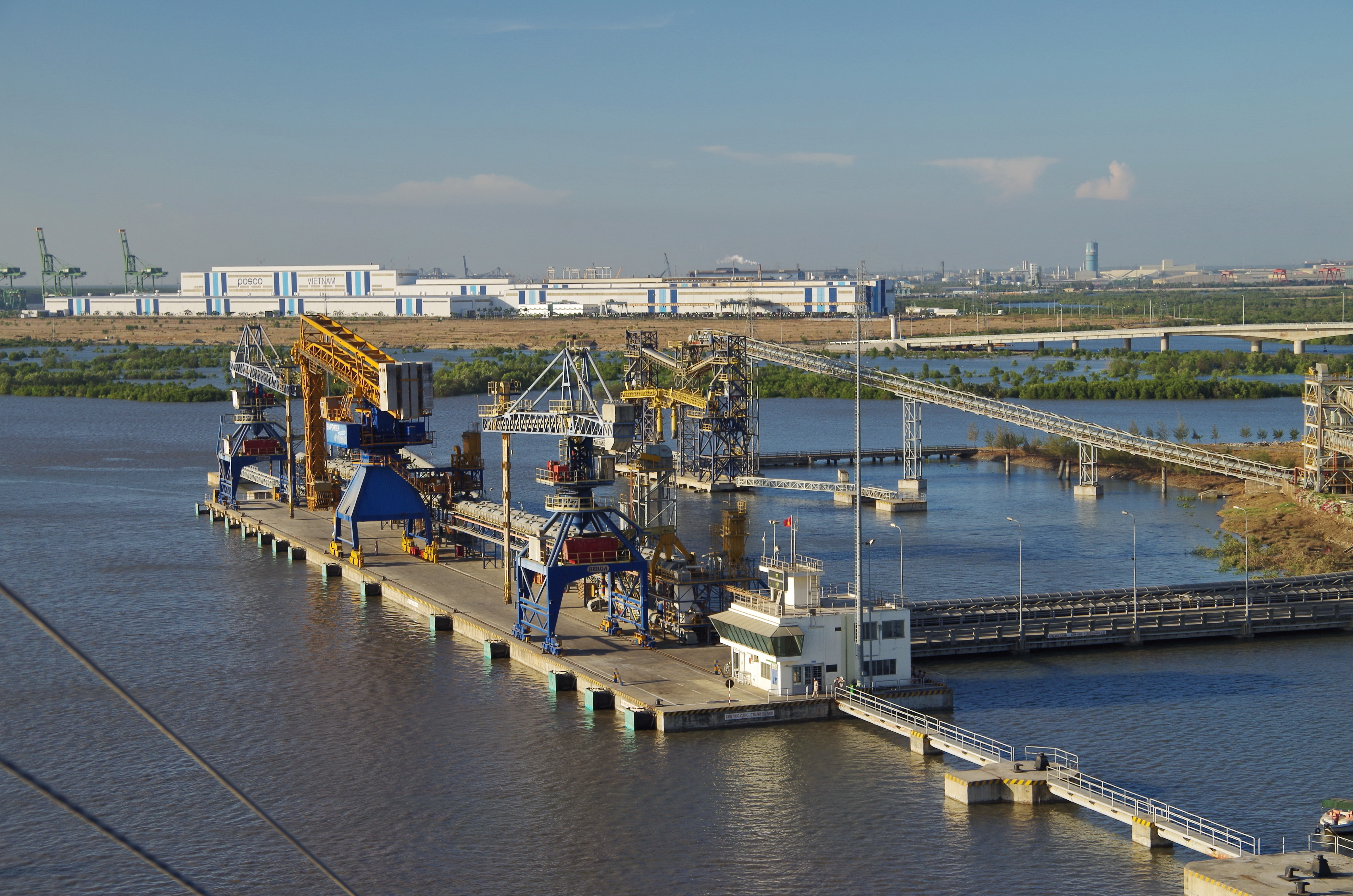
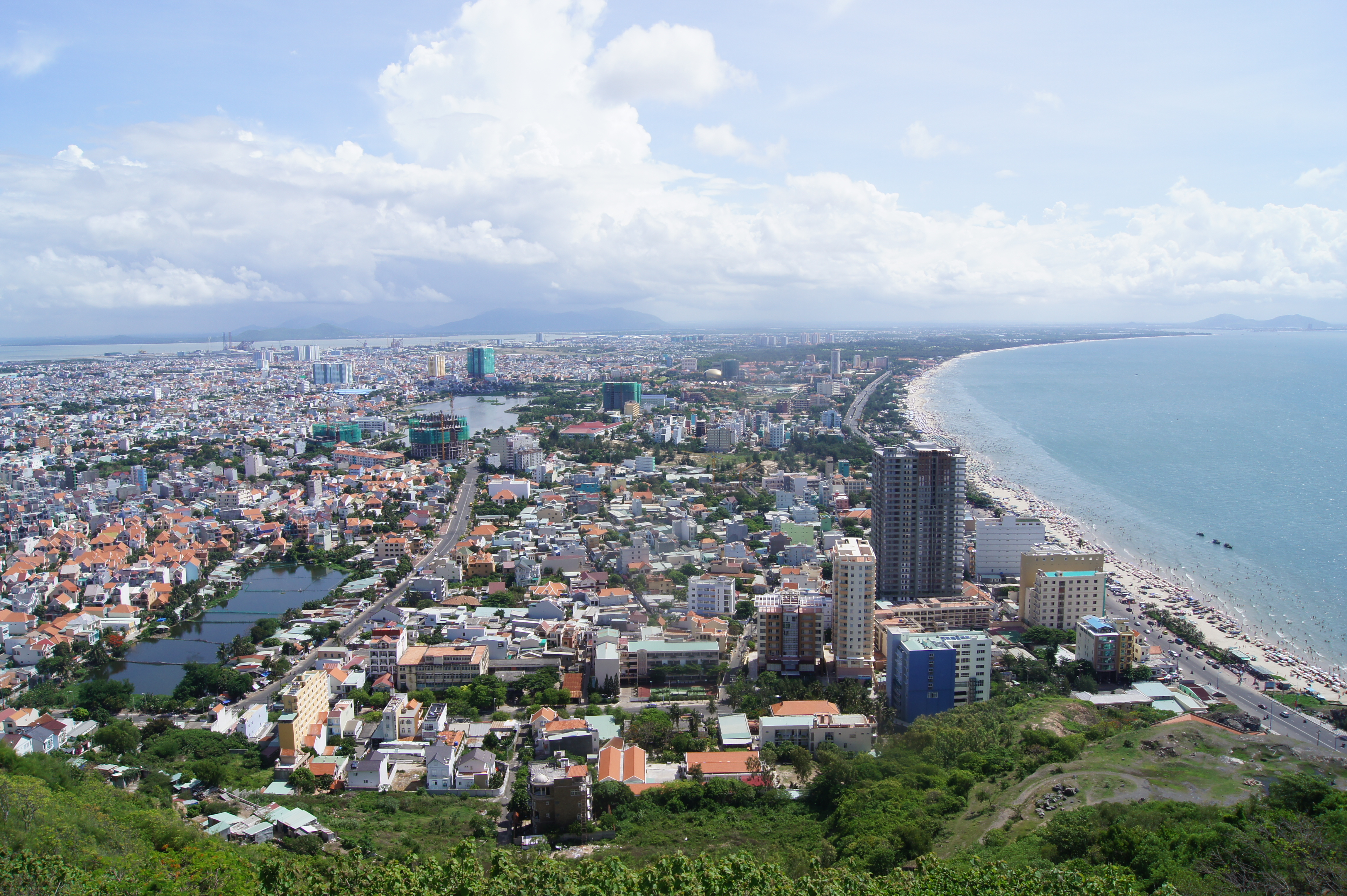
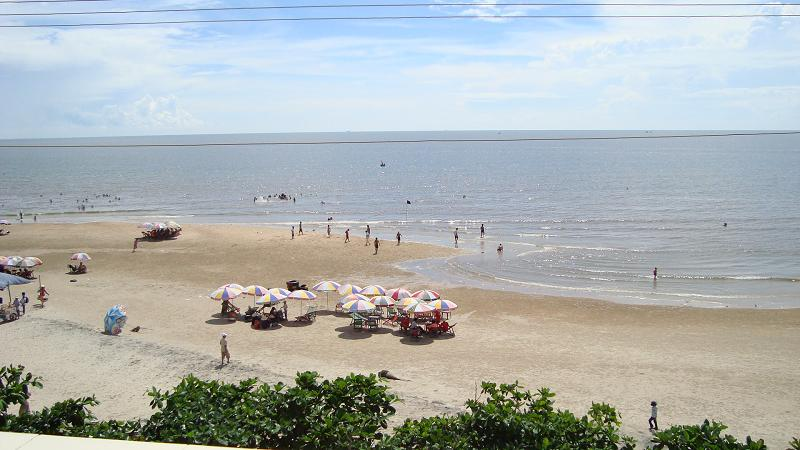

## المصدر
1. 1 2   https://www.gso.gov.vn/en/px-web/?pxid=E0201&theme=Population%20and%20Employment. {{استشهاد ويب}}: |url= بحاجة لعنوان (مساعدة) والوسيط |title= غير موجود أو فارغ (من ويكي بيانات) (مساعدة)
2. ↑   https://monre.gov.vn/VanBan/Lists/VanBanChiDao/Attachments/3012/b4.5_Signed.pdf. {{استشهاد ويب}}: |url= بحاجة لعنوان (مساعدة) والوسيط |title= غير موجود أو فارغ (من ويكي بيانات) (مساعدة)
3. 1 2   https://www.gso.gov.vn/en/px-web/?pxid=E0203-07&theme=Population%20and%20Employment. {{استشهاد ويب}}: |url= بحاجة لعنوان (مساعدة) والوسيط |title= غير موجود أو فارغ (من ويكي بيانات) (مساعدة)
4. ↑   http://postcode.vn/. {{استشهاد ويب}}: |url= بحاجة لعنوان (مساعدة) والوسيط |title= غير موجود أو فارغ (من ويكي بيانات) (مساعدة)
5. ↑   https://mabuuchinh.vn/. {{استشهاد ويب}}: |url= بحاجة لعنوان (مساعدة) والوسيط |title= غير موجود أو فارغ (من ويكي بيانات) (مساعدة)
6. ↑  MusicBrainz (بالإنجليزية), MetaBrainz Foundation, QID:Q14005

## روابط إضافية
- Bà Rịa–Vũng Tàu Daily Newspaper website
- Bà Rịa–Vũng Tàu Province Foreign Affairs Department website
- Bà Rịa–Vũng Tàu province home page (mostly in Vietnamese)
- Ba Ria–Vung Tau accommodation
- Bà Rịa–Vũng Tàu Tourism Home Page (in Vietnamese, English and Chinese)